# Kalpana Chawla
Kalpana Chawla (Punjab, 17 de març de 1962 - Texas, 1 de febrer de 2003) va ser una astronauta americana i la primera dona d'origen indi que va anar a l'espai. El seu primer vol va ser amb el transbordador espacial Columbia el 1997 com a especialista de missió i operadora del braç robòtic primari. El 2003, Chawla va ser un dels set membres de la tripulació que van morir en l'Accident del transbordador espacial Columbia quan la nau es va desintegrar entrant a l'atmosfera de la Terra. Chawla va rebre la Medalla d'Honor de l'Espai del Congrés.